# Wonderland (boxe)
Pour les articles homonymes, voir Wonderland.
Le Wonderland est une salle et une école de boxe, ouverte à tous les jeunes gens capables de boxer ou voulant apprendre à boxer, créée en 1907, par Théodore Vienne, propriétaire de la grande roue de Paris, Victor Breyer et Robert Coquelle, deux journalistes sportifs, sur le modèle du Wonderland anglais, la salle de Whitechapel dans l'est de Londres. Le Wonderland opère « salle de la Grande roue », avenue de Suffren et aussi salle Wagram.
Théodore Vienne et Robert Coquelle organisent les premiers matchs de boxe anglaise en France. On peut au voir, au Wonderland, les vedettes étrangères comme Frank Erne, Joe Jeannette, Willie Lewis, Sam McVey ,. 
Pour les grandes occasions, le Wonderland organise, les matches Sam McVea vs. Joe Jeannette, Georges Carpentier vs. Harry Lewis, Georges Carpentier vs. Billy Papke, Papke vs. Klaus, au Cirque d'Hiver,, Carpentier vs.Jeff Smith, Sam Langford vs. Joe Jeannette et Carpentier vs. Joe Jeannette au Luna Park,   et Jack Johnson contre Frank Horan au Vélodrome d'Hiver. 
Le Wonderland aura été le véritable berceau de la boxe en France, selon Georges Peeters. Lorsque commence à se disputer les championnats amateur, les spectateurs se rendent dans les réunions de boxe pour s'amuser et rire en assistant aux contorsions des pugilistes en herbe. Tel était le côté gai, le côté spectacle. On semble peu se soucier du côté sportif. En imitant le Wonderland de Londres, pépinière de champions, les directeurs parisiens rendent un énorme service au noble art, en créant un mouvement en faveur de la boxe qui oblige les apprentis à tenter fortune dans le nouveau métier qui leur est offert. Le résultat ne se fait pas attendre. Tandis que certains peuvent se rendre compte immédiatement qu'ils n'arriveront jamais à rien dans ce sport, d'autres font preuve, dans leur ignorance complète de la boxe, de sérieuses qualités. Des professeurs les distinguent, leur donnent des leçons et leur apprennent les principes de la méthode anglaise. On y dispute les éliminatoires des championnats de France professionnels en 1909. Le Wonderland est le ring officiel de la Fédération française de boxe. Marc Gaucher y disputa son dernier match en professionnel, le 22 janvier 1910.
Après la Première Guerre mondiale, Henri Decoin succède à Théodore Vienne et rouvre le Wonderland en février 1920, qui fonctionne au début des années 1920.
D'autres clubs prennent la même appellation en province à Angers, Arcachon, Bordeaux, Lens, Lille, Maubeuge, Montpellier, Reims, Roubaix, Toulouse.